# Приключения Тома Сойера (аниме)
«Приключения Тома Сойера» (яп. トム・ソーヤーの冒険 Тому Со:я: но Бо:кэн) — аниме-сериал режиссёра Хироси Сайто из серии «Театр мировых шедевров», премьера которого состоялась в 1980 году. Основан на романе «Приключения Тома Сойера» Марка Твена.
Этот сериал был показан на русском и транслировался на «1-м канале Останкино» в феврале-июне 1994 года под названием «Приключения Тома Сойера».

## Сюжет
XIX век. Том Сойер — мальчик, живущий в небольшом городке на берегу Миссисипи. Вместе со своим другом Геком он часто попадает в самые разные приключения. Среди их проказ есть и полёт на воздушном шаре, и прогулка по реке, и спасение ложно обвиненного человека.

## Персонажи
- Том Сойер — главный герой и лучший друг сверстника Гека, а также предводитель городских мальчишек в их развлечениях. «Лучший драчун и самый находчивый мальчик в городе»

Сэйю — Масако Нодзава.
- Джим — большой и кроткий раб мисс Уотсон. Гек очень сближается с Джимом, когда они встречаются после побега Джима от мисс Уотсон и путешествуют вместе по реке Миссисипи.

Сэйю — Икуо Нисикава.
- Гекльберри «Гек» Финн — мальчик тринадцати-четырнадцати лет. Воспитывался отцом, городским пьяницей, и с трудом способен вжиться в общество.

Сэйю — Кадзуё Аоки.
- Ребекка «Бекки» Тэтчер.

Сэйю — Кэйко Хан.

## Релиз
Аниме-сериал впервые был показан на японском телевидении с 6 января по 28 декабря 1980 года.
Для трансляции в США сериал был перемонтирован в 105-минутный полнометражный фильм под названием «Том и Гек» (англ. Tom and Huck). Дублированная Saban на английский версия сериала транслировалась на HBO как часть Family Showcase.

## Критика
Сериал был награжден как лучший фильм для телевидения для детей агентством по делам культуры правительства Японии. Он также попал в список 100 лучших аниме всех времен по версии TV Asahi в 2006 году.